# کشف در معبد

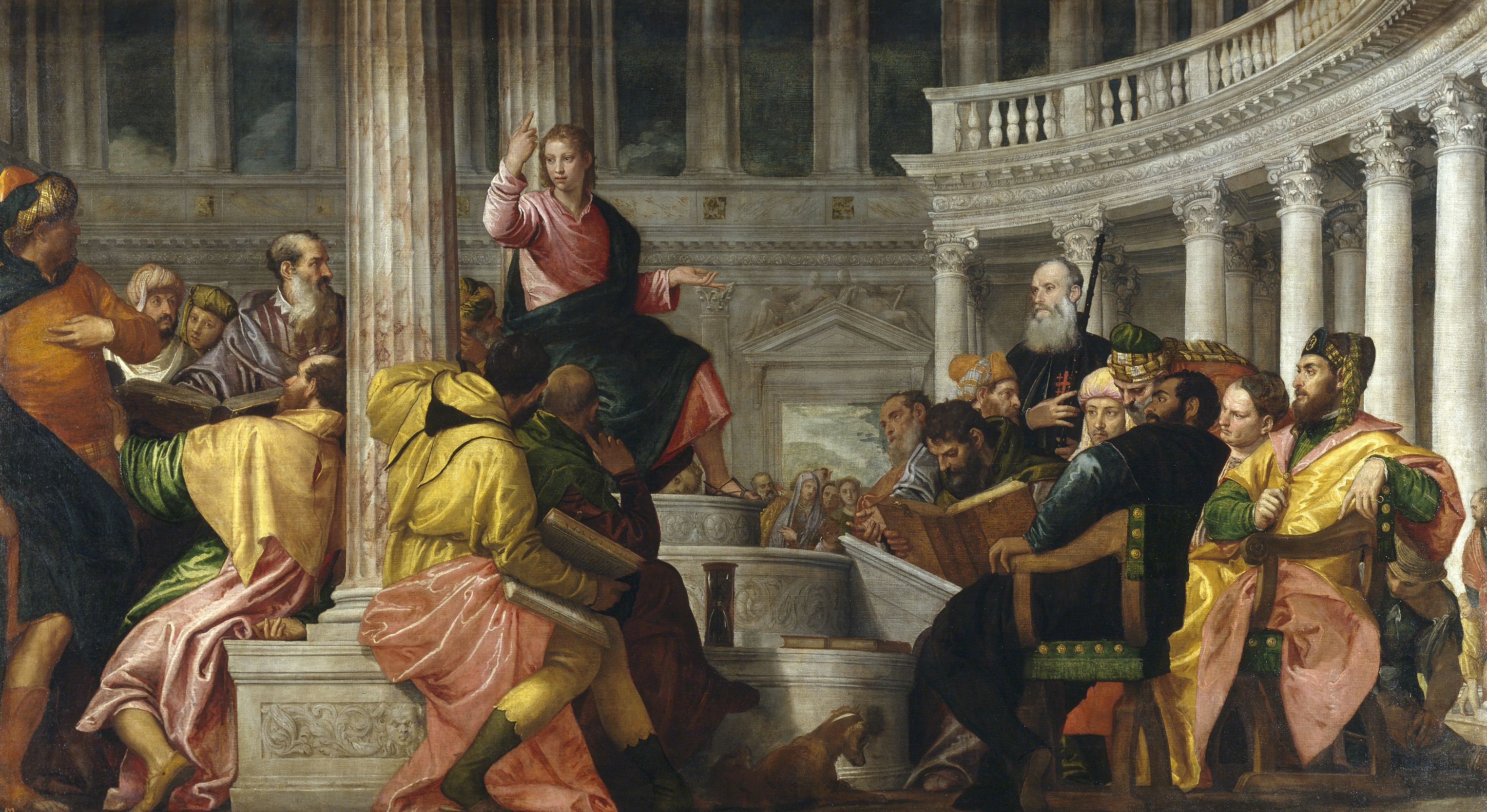
مسیح در بین پزشکان, حدود ۱۵۶۰, توسط پائولو ورونیزه

کشف در معبد یا یافتن در معبد (به انگلیسی: Finding in the Temple)، «مسیح در بین پزشکان» (به انگلیسی: Christ among the Doctors) یا مناظره با پزشکان (نام معمول در هنر) (به انگلیسی: Disputation with the Doctors)، اپیزودی در زندگی اولیه عیسی مسیح بود که در فصل ۲ انجیل لوقا به تصویر کشیده شد. این تنها واقعه دوران کودکی حضرت عیسی است که در انجیل از آن یاد شده‌است.

## نگارخانه

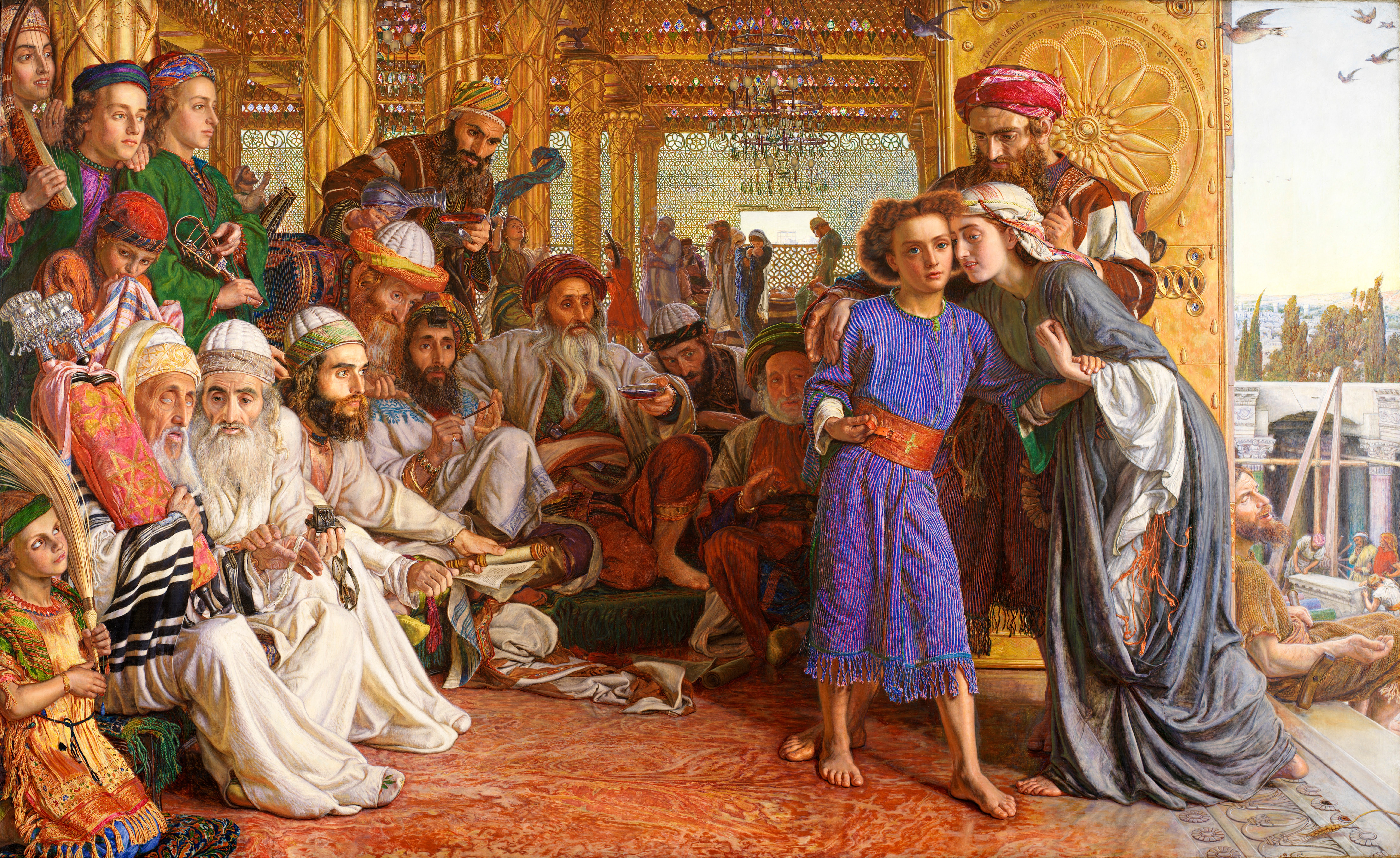
یافتن منجی در معبد ۱۸۶۰ م. اثر ویلیام هولمن هانت موزه هنر بیرمنگهام
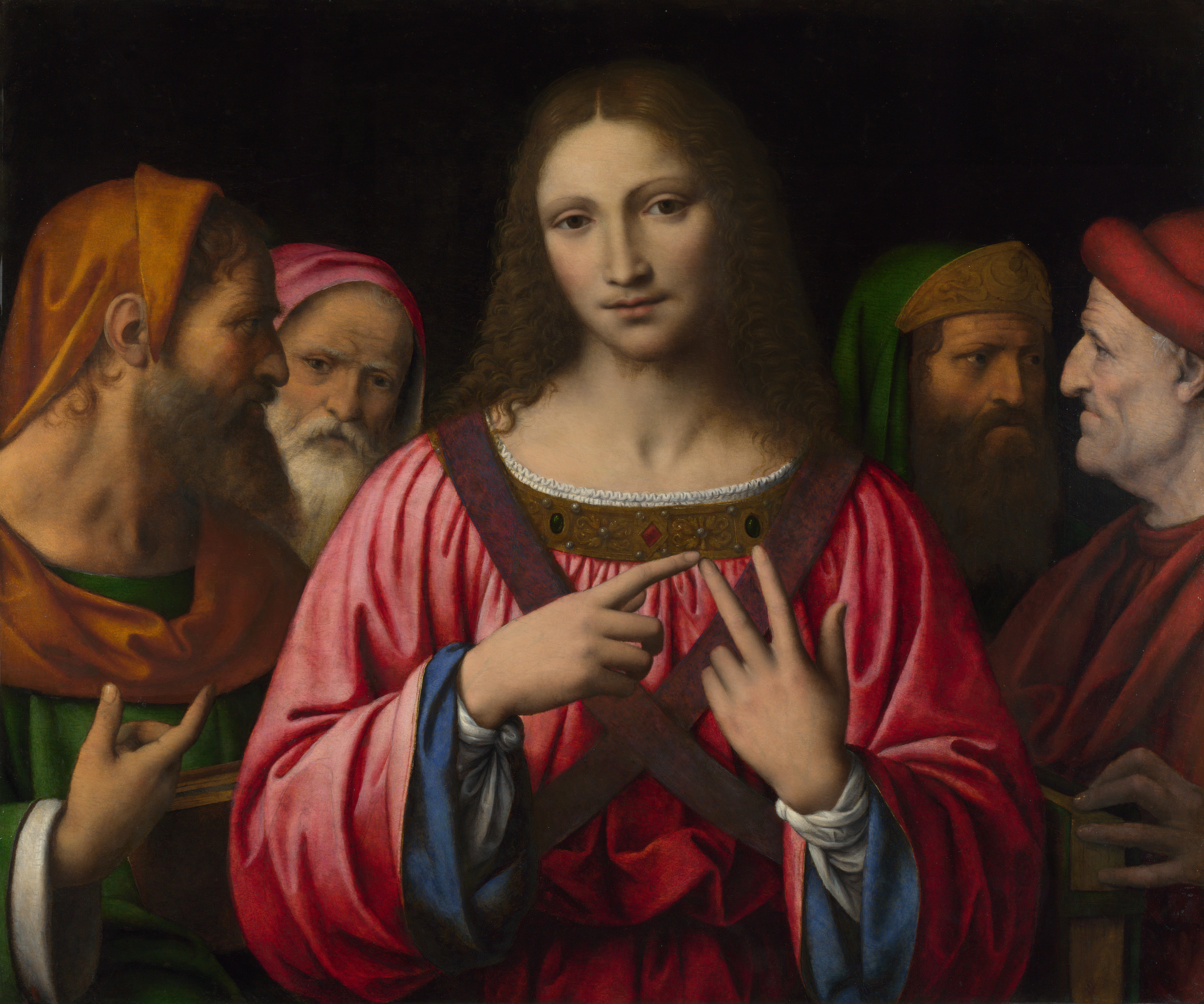
مسیح در بین پزشکان بین ۱۵۱۵ تا ۱۵۳۰ م. اثر برناردینو لوئینی نگارخانه ملی لندن
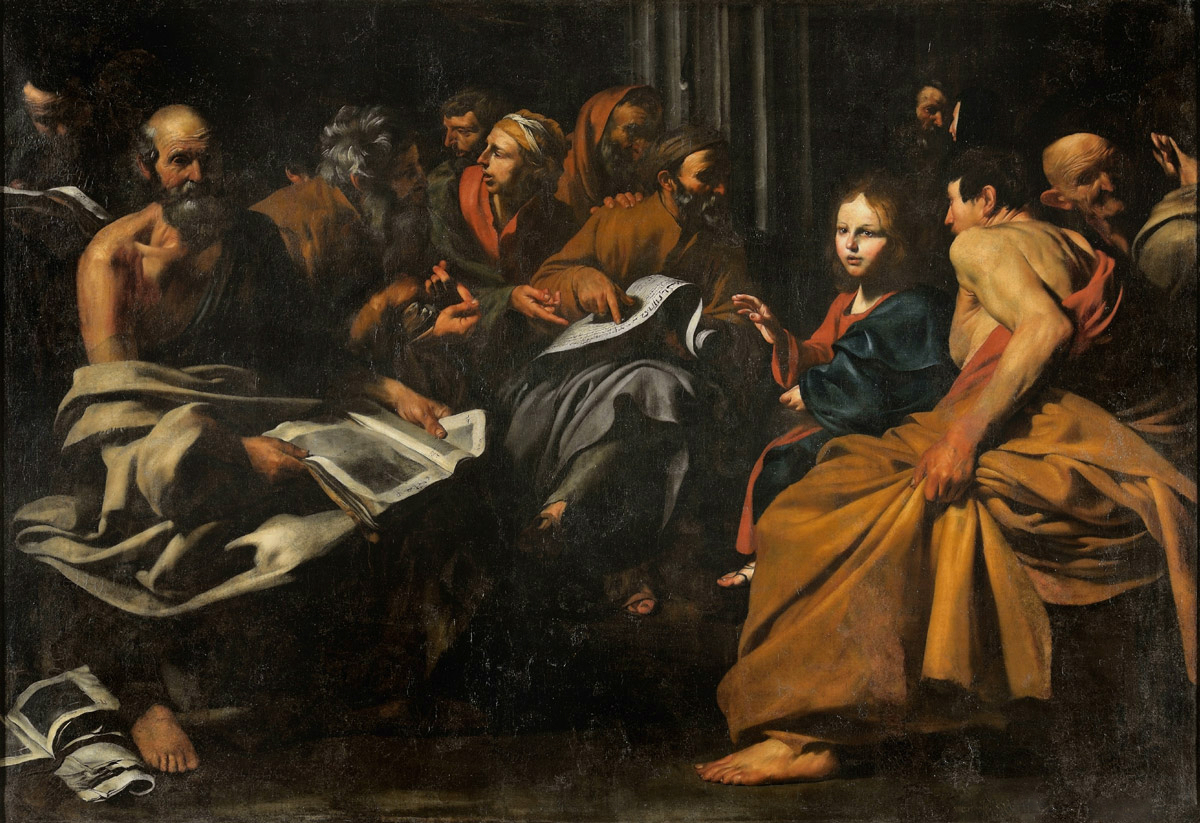
عیسی در میان عالمان در معبد حوالی ۱۶۱۳ م. اثر یوسپه د ریبرا موزه ملی کاپودیمونته
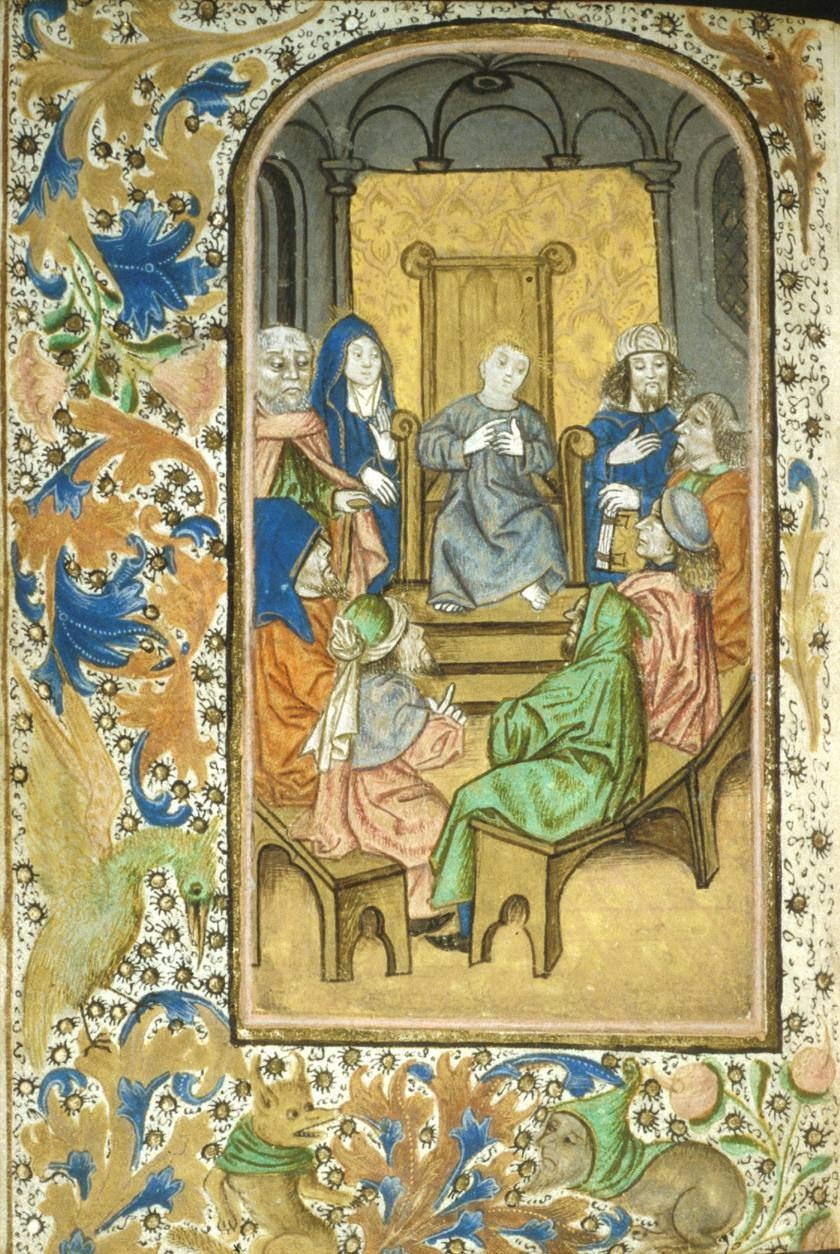
این صفحه قرن پانزدهم از یک کتاب زمان، ترکیبی از معمول قرون وسطایی معالجات را نشان می‌دهد.
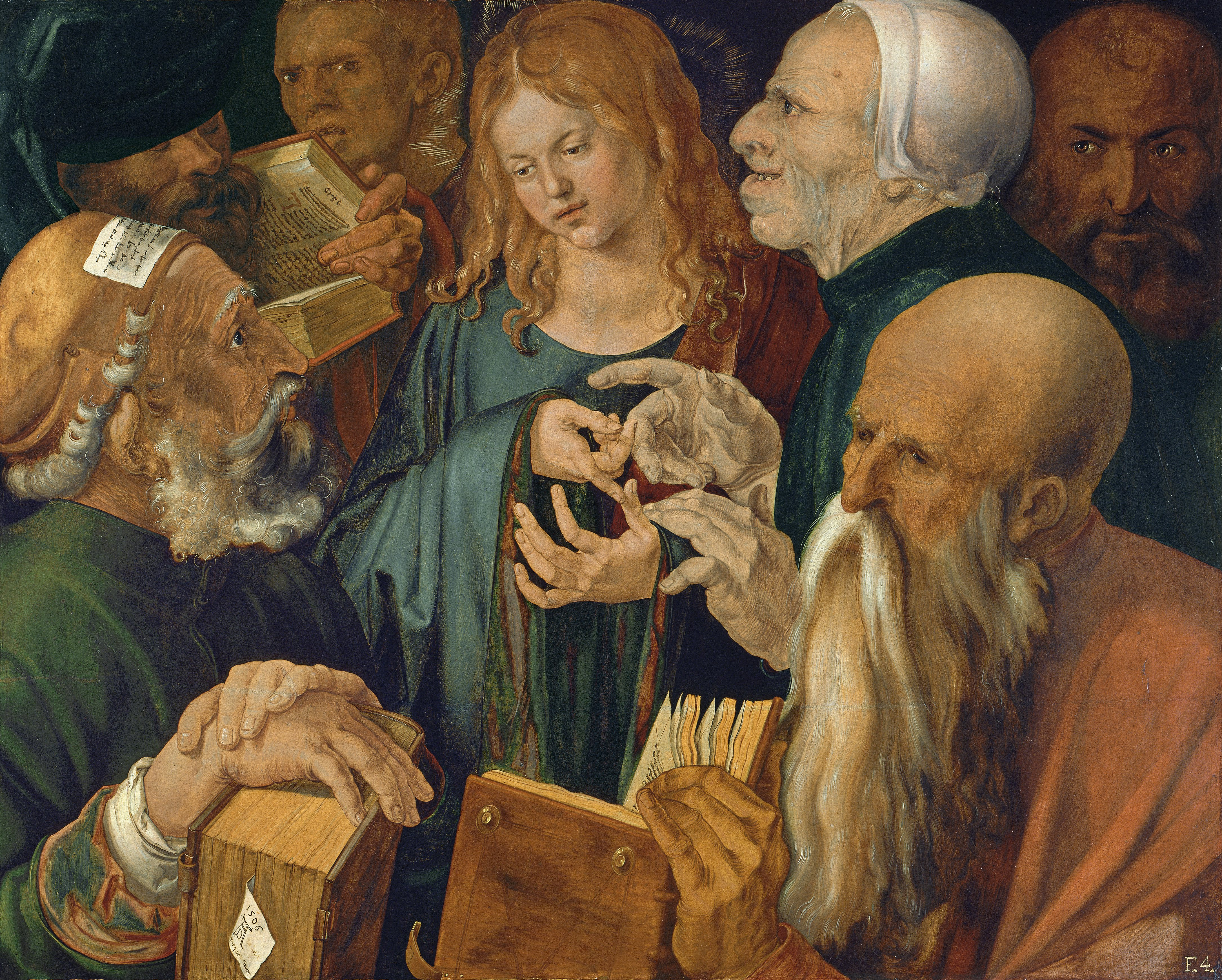
مسیح میان پزشکان, ۱۵۰۶, توسط آلبرشت دورر
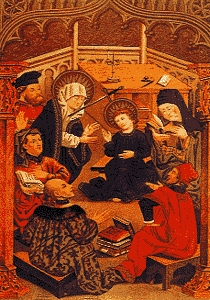
مناظره، به عنوان بخشی از مجموعه هفت غم و اندوه مریم. به شمشیر فرورفته در قلب مریم توجه کنید.
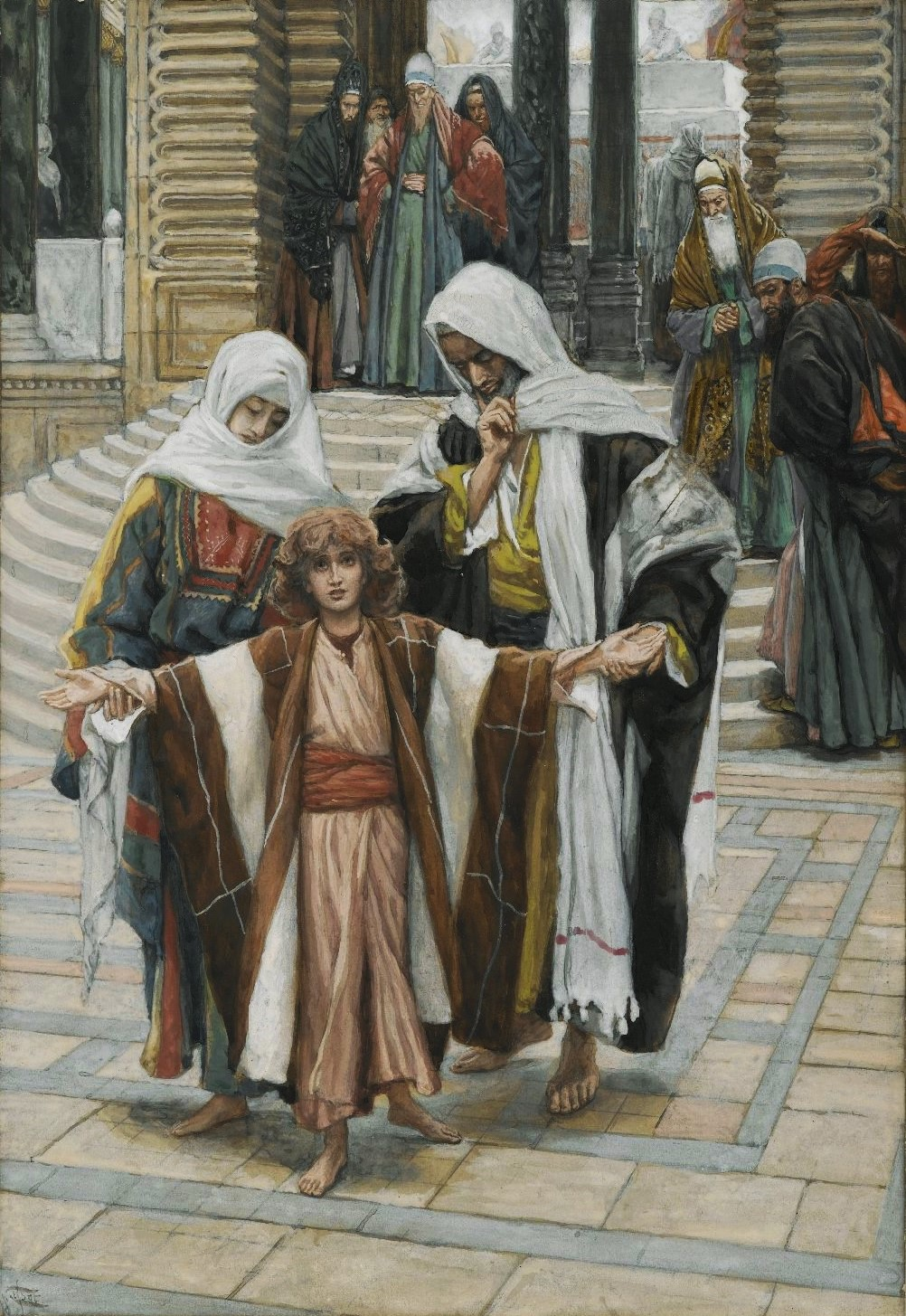
عیسی یافت شده در معبد (Jesus retouvé dans le temple) - جیمز تیسوت، موزه بروکلین
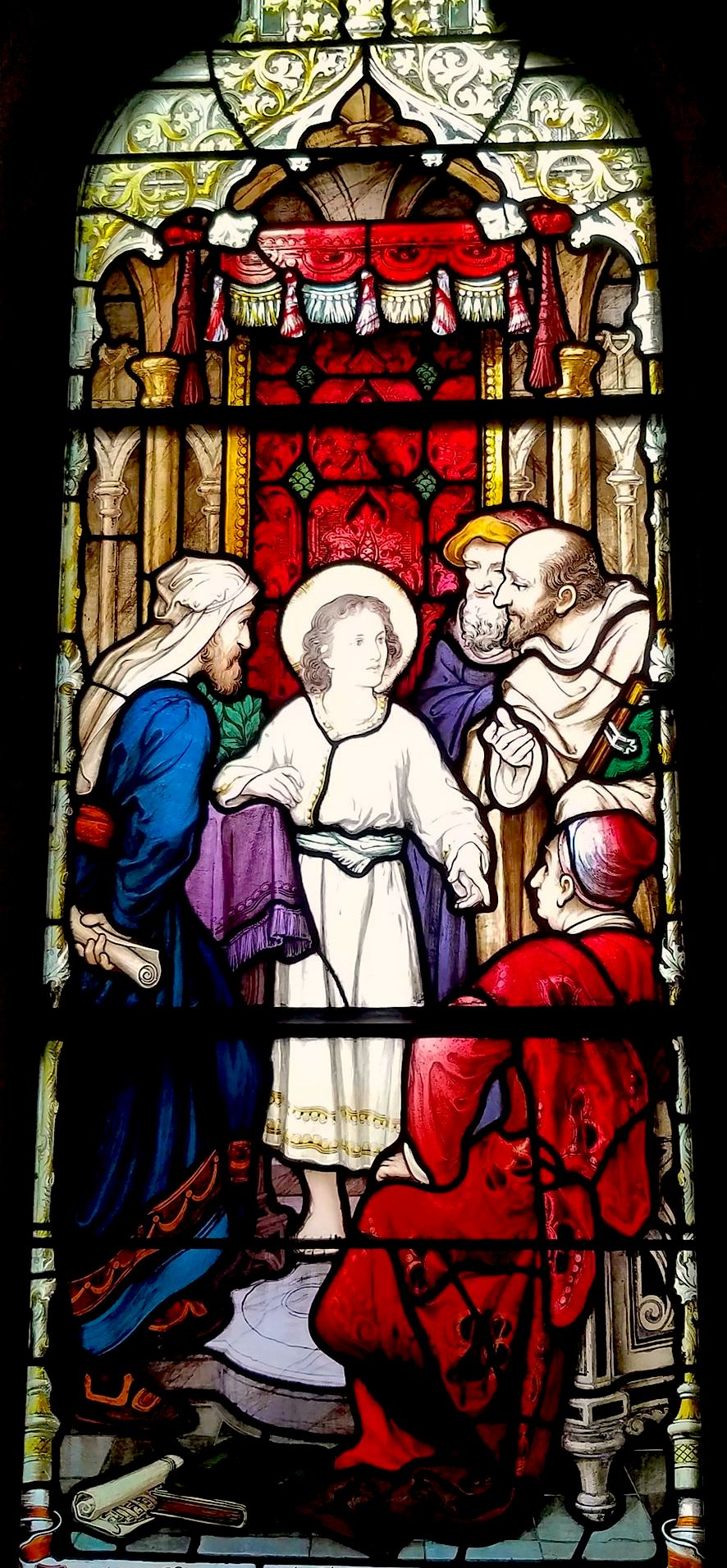
عیسای جوان در معبد، حدود ۱۸۹۶ پنجره شیشه ای رنگ آمیزی، کلیسای چوپان خوب (رزمون، پنسیلوانیا)
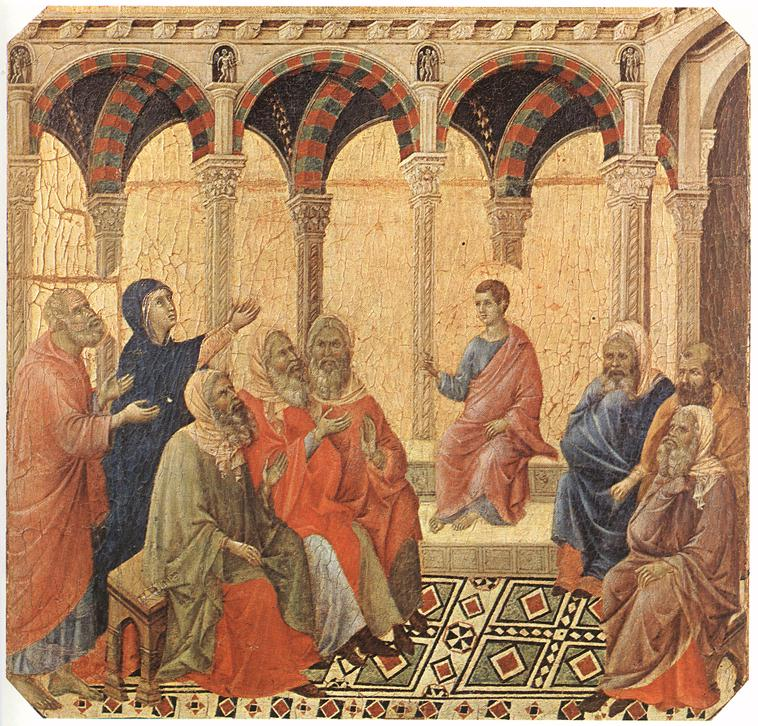
مناظره با پزشکان، بین سال‌های ۱۳۰۸ تا ۱۳۱۱، تکنیک تمپرا بر روی چوب، دوچو دی بوانینسنیا

## هم چنین ببینید
- Our Lady of Sorrows|Seven Sorrows of Mary